# Bulbophyllum keralense
Bulbophyllum keralense är en orkidéart som beskrevs av M.Kumar och Sequiera. Bulbophyllum keralense ingår i släktet Bulbophyllum och familjen orkidéer. Inga underarter finns listade i Catalogue of Life.